# South Dublin
South Dublin (irsk: Contae Átha Cliath Theas) er et County i provinsen Leinster i Republikken Irland. Det tilhører ikke til de 26 historiske irske grevskaber, men opstod den 1. januar 1994, da County Dublin forvaltningsmæssigt blev delt. Administrationsby er Tallaght.
Countyete oprindelige navn var Belgard, som er navnet på en middelalderfæstng i det nuværende countys område. For at undgå forveksling med den nye Tallaghter bydel Belgard, blev det officielle navn i 1994 ændret til "South Dublin".
South Dublin ligger sydvest for Dublin. Det strækker sig fra fra floden Liffey ved Lucan i nord til udkanten af Wicklow Mountains i syd. Der grænser det til County Wicklow og Dun Laoghaire-Rathdown.

## Politik
Pladsfordelingen i County Council efter kommunalvalget den 5. juni 2009:
| Parti                         | Pladser |
| ----------------------------- | ------- |
| Labour Party                  | 9       |
| Fine Gael                     | 8       |
| Fianna Fáil                   | 4       |
| Sinn Féin                     | 3       |
| People Before Profit Alliance | 1       |
| Partiløse                     | 1       |

## Byer
Mange byer i South Dublin har er i de sidste ca. 15 år fået mange nye indbyggere. De fleste af byerne er soverbyer for folk der arbejder i Dublin.
De vigtigste byer:
| - Edmondstown - Ballyboden | - Tallaght - Clondalkin | - Lucan - Firhouse | - Templeogue - Rathfarnham | - Palmerston - Terenure | - Edmondstown - Ballyboden |

- Bymidten i Tallaght
- Tallaght
- Rathfarnham Castle fra 1587
- Firhouse

## Ekstern henvisning
- South Dublin County Council homepage) Arkiveret 11. januar 2012 hos  Wayback Machine

53°18′28″N 6°24′47″V / 53.307777777778°N 6.4130555555556°V
|  | Infoboks uden skabelon Denne artikel har en infoboks dannet af en tabel eller tilsvarende. |